# Sanjeev Bhaskar
Sanjeev Bhaskar, född 31 oktober 1963 i Ealing i London, är en brittisk komiker, skådespelare och programledare. Bhaskar har bland annat medverkat i The Kumars at No. 42, Hallå Mumbai, London Boulevard, Absolutely Anything och Saknad, aldrig glömd.

## Filmografi i urval
- Captain Butler (1997)
- Curry nam-nam (TV-serie, 1998)
- Jonathan Creek (1998)
- Notting Hill (1999)
- Inferno (2001)
- The Kumars at No. 42 (2001–2006)
- The Guru (2002)
- Ett fall för Dalziel & Pascoe (2002)
- Scoop (2006)
- Hallå Mumbai (2007–2008)
- London Boulevard (2010)
- Doctor Who (2014)
- Morden i Midsomer (2014)
- Absolutely Anything (2015)
- Saknad, aldrig glömd (TV-serie, 2015– )
- Yesterday (2019)